# 德钦乌头
德钦乌头（学名：Aconitum ouvrardianum）为毛茛科乌头属下的一个种。

## 扩展阅读
- 維基物種上的相關：德钦乌头